# Pointe de Comborsier
La pointe de Comborsier est une montagne de France située en Savoie, dans le massif du Beaufortain. Elle culmine à 2 534 mètres d'altitude au sud-ouest du Grand Mont et au nord-est de la Grande pointe de Bizard, dominant la vallée de la Grande Maison au sud-est et la Bâthie dans la vallée de la Tarentaise à l'ouest. Le chaînon de Comborsier, une arête rocheuse, s'étire depuis le sommet en direction du nord-est, des lacs de la Tempête, du lac des Besaces, du lac Vert et du col de la Louze.